# Leokedes
Leokedes (altgriechisch Λεωκήδης Leōkḗdēs) oder Lakedes war nach der griechischen Mythologie der Sohn des Pheidon, des Königs von Argos. 
Nach dem Tod seines Vaters bestieg er den Thron. Sein Sohn und Nachfolger war Meltas. Leokedes wird unter den Freiern der Agariste, der Tochter des Kleisthenes von Sikyon, angeführt. 